# Santorini
Santorini (Grieks: Σαντορίνη, ook wel Thira of Thera, Grieks: Θηρα, Thira), is een ringvormige eilandengroep in de Egeïsche Zee, die bij de Cycladen hoort. Het ligt ten noorden van Kreta, ten zuiden van Naxos en Paros. Het grootste eiland heeft dezelfde naam, Santorini of Thira. In de eilandengroep liggen de eilanden Thira, Thirasia, Aspronisi, Paléa Kaméni, Néa Kaméni en op ruim 20 km Christiani. De vorm van de eilandengroep is door de Minoïsche uitbarsting ontstaan, een enorme eruptie van de vulkaan die er daarvoor stond. De hoofdstad heet Thira. Santorini is een van de vulkanen die liggen op de 500 km lange Zuid-Egeïsche vulkaanboog.
Santorini is een van de zestien Vulkanen van het Decennium die door de IAVCEI zijn aangewezen in verband met hun geschiedenis van grote uitbarstingen en de nabijgelegen bewoonde gebieden.

## Santorini in mythes
Thera komt van het Oudgriekse Θήρα, dat jacht of jachtbuit betekende.
De naam Santorini is Venetiaans en afkomstig van Santa Irena oftewel Sint Irene, die in de derde eeuw op of bij dit eiland in ballingschap zou zijn gestorven. Over het ontstaan van het eiland bestaan diverse speculaties. Zo zou dit het eiland Atlantis zijn geweest en zou Plato met zijn verhaal over Atlantis zijn geïnspireerd door de vulkanische uitbarstingen hiervan. Het is mogelijk dat de wolk- en vuurkolom, die Mozes tijdens de tocht door de woestijn heeft gezien, uitbarstingen van de vulkaan van Santorini zijn geweest. Diverse van de plagen die Egypte troffen volgens het verhaal van Mozes, zoals duisternis die over dit land kwam en water dat ondrinkbaar werd, kunnen met uitbarstingen op Santorini in verband worden gebracht.

## Uitbarsting in de Minoïsche tijd en latere vulkanische activiteit
Er heeft zich op het eiland in de tijd van de Minoïsche beschaving een enorme uitbarsting van een vulkaan voorgedaan. Daarbij werd dusdanig veel lava uitgespuwd dat de oude stad Akrotiri onder 50 meter puimsteen verdween. De uitbarsting is van belang voor de chronologie van het 2e millennium v.Chr. in de Egeïsche Zee, omdat het bewijs van de uitbarsting is gevonden in de gehele regio. Over de exacte datum is echter nog veel discussie. Huidige schattingen op basis van de radiokoolstofdatering geven aan dat de uitbarsting plaatsvond tussen 1627 en 1600 v.Chr., maar deze datering komt niet overeen  met de eerdere schatting van ongeveer 1550 v.Chr. gebaseerd op archeologische studies, die gebruikmaken van de chronologie van de faraonische dynastieën van Egypte.
De enige uitbarsting waarmee die van Santorini is te vergelijken, was die van de Krakatau in 1883, maar volgens schattingen was de explosie van Santorini nog veel sterker dan die van de Krakatau. Daarmee situeert de uitbarsting van Santorini zich eerder op het niveau van de uitbarsting van de Tambora in 1815. De dichtbevolkte noordkust van Kreta bevond zich op amper 140 km afstand van het epicentrum. Van het eiland Santorini, dat voorheen ongeveer een ronde schijf vormde met een 1200 m hoge centrale vulkaan, bleven amper nog de twee randsikkels met brokken over, die de huidige eilandengroep vormen. Op de noordkust van Kreta is de enige herinnering aan de vloedgolf een laag puimsteen boven de ruïnes van Knossos. Archeologen vonden tal van aarden en stenen vazen, glazuur, gereedschap en bronzen lingots en kleitabletten in het paleis, maar geen spoor van edele metalen of zilver, noch resten van menselijke slachtoffers. Santorini was daarvoor en is sindsdien meermalen getroffen door aardbevingen en vulkaanuitbarstingen, te weten in de jaren  46 v.Chr., 726, 1570, 1707, 1866, 1925, 1939, 1950 en in 1956.
In de geheel met zeewater gevulde caldeira zijn bij latere uitbarstingen weer kleine eilandjes ontstaan. Er barstte in 1650 onder water een vulkaan uit, de Kolumbo, als gevolg waarvan er op Santorini mensen omkwamen. Deze vulkaan was tot dan onbekend omdat hij volledig onder water lag en daar nog steeds ligt. De krater lag tijdens de Minoïsche uitbarsting nog op het eiland zelf. Naast deze vulkaan ligt er nog een twintigtal vulkanen onder water.

Santorini
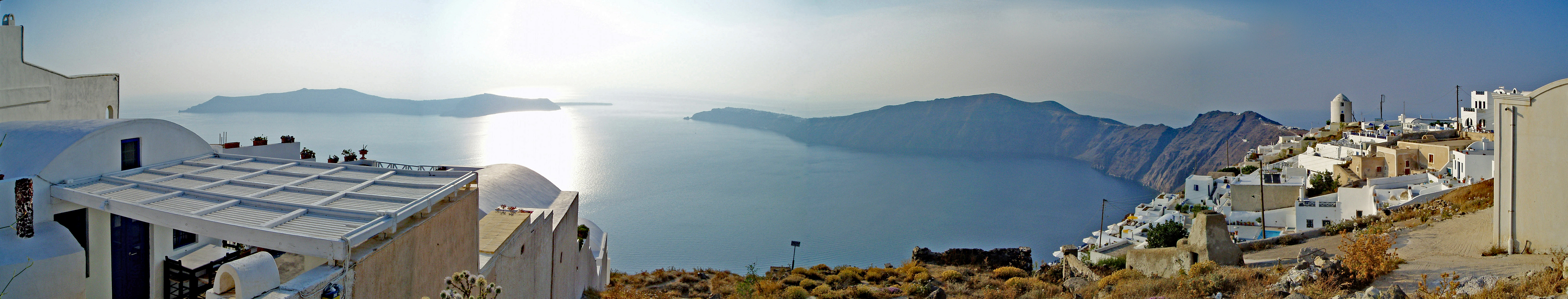
Caldeira
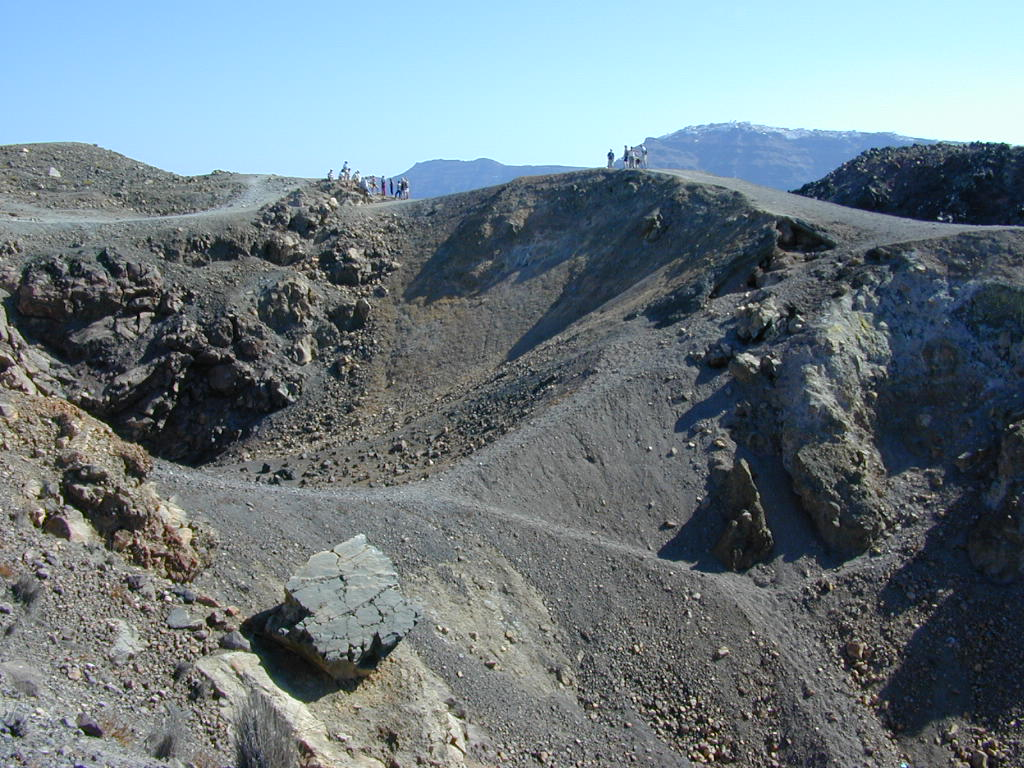
Vulkanische kraters

## Geschiedenis
Santorini was de bakermat van de Cycladische beschaving. In Akrotiri zijn nog de overblijfselen van de hoogstaande architectuur uit de Minoïsche tijd te zien.
Het eiland bleef na de vulkanische uitbarsting rond 1600 v.Chr. eeuwenlang onbewoond. Pas vanaf de achtste eeuw v.Chr. woonden er weer permanent mensen, nadat Dorische kolonisten uit Sparta zich er onder leiding van Theras vestigden. Op een strategische plek op de berg Mesa Vouno stichtten zij de stadstaat Thera, die het bestuurlijke centrum van het eiland werd.
Thera koos in de Peloponnesische Oorlog (431-404 v.Chr.) de zijde van Sparta, maar kwam onder Atheens gezag. Het werd in het Ptolemeïsche rijk een haven van Egypte en daarna viel het achtereenvolgens in handen van de Romeinen, de Byzantijnen en in 1204 van de Venetianen, die het eiland de naam Santorini naar Irene van Thessaloniki gaven. Venetië maakte het een onderdeel van het hertogdom Naxos. De Turken bezetten het van 1579 tot 1832, maar sindsdien zijn de Cycladen weer Grieks.
De aardbeving van 1956 richtte een grote verwoesting aan. Veel bewoners verlieten opnieuw Santorini, maar zij keerden in de volgende decennia geleidelijk terug. Er vestigden zich ook mensen uit andere delen van Griekenland en andere, vooral Europese landen. Door de toename van het toerisme is de bevolking sindsdien sterk gegroeid.

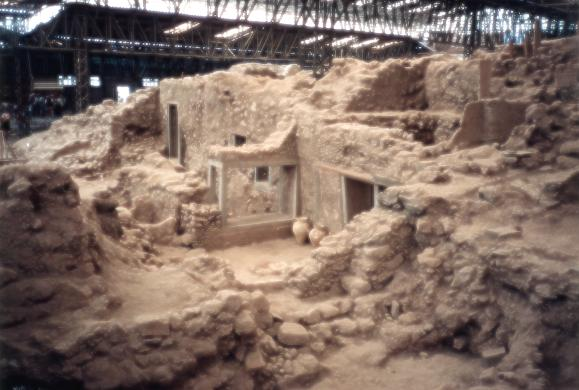
Opgravingen van Akrotiri, 1991
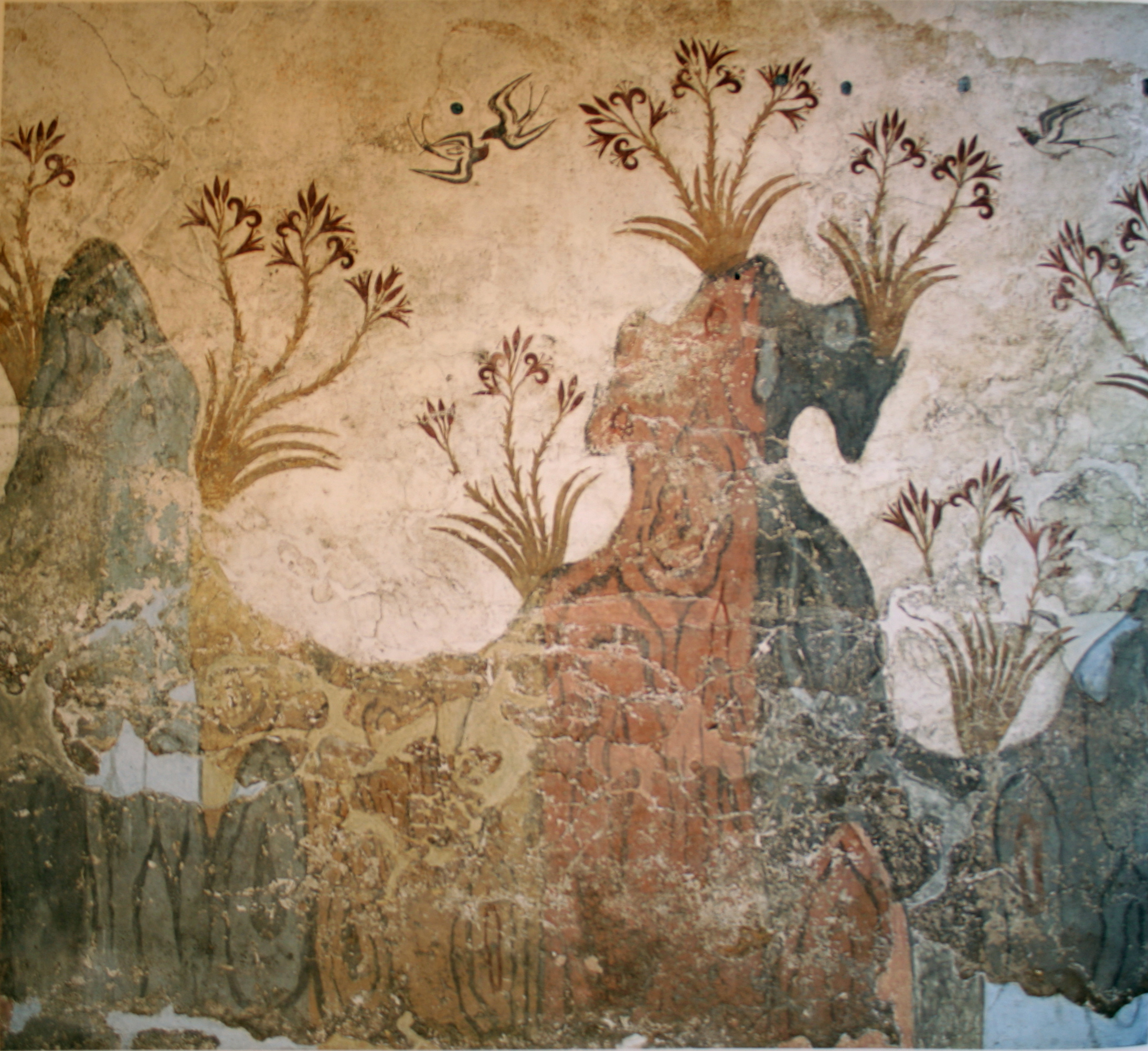
Lentelandschap fresco in Akrotiri uit de bronstijd
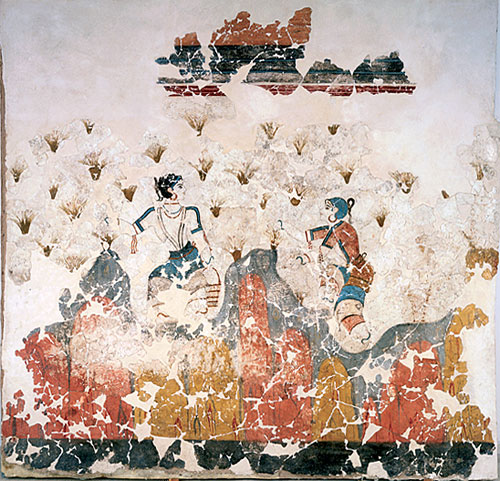
De saffraanpluksters fresco in Akrotiri
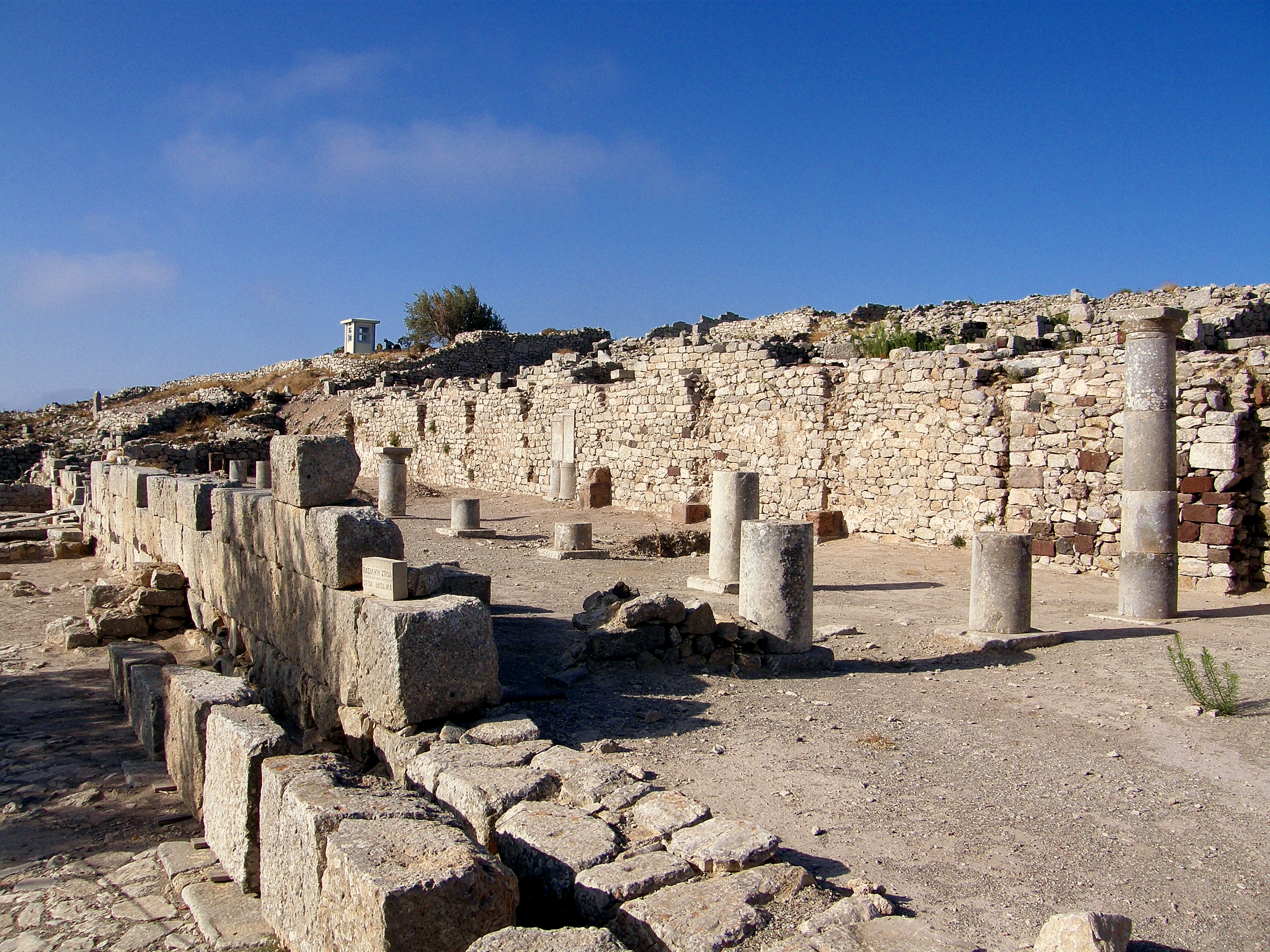
Antiek Thira 2010

## Verkeer en vervoer
Vanaf de internationale luchthaven Santorini airport worden frequente verbindingen onderhouden met Athene. In de zomermaanden zijn er directe vluchten naar onder meer Amsterdam en Brussel. De oude haven Skala wordt door veel cruiseschepen aangedaan. Vanaf Skala kan men met een muilezel via een ezelpad omhoog, maar er is ook een kabelbaan. De nieuwe haven Anthinios wordt gebruikt door jachten en veerboten. Santorini is vanuit Iraklion op Kreta per boot in een dag te bezoeken.

## Toerisme
Toerisme is de voornaamste bron van inkomsten en werkgelegenheid op Santorini. De grootste attractie is het spectaculaire landschap van de caldeira met zijn loodrechte wanden, waar de witte dorpjes op en in zijn gebouwd. Bij tochten over het eiland komt men langs de rotspartijen die verschillende kleuren hebben, afhankelijk van het metaal waarvan er het meeste in de grond en het vulkanisch gesteente is. Meer ijzerhoudende rotsen zijn bijvoorbeeld roder.
Bij de ondergrondse, tamelijk intacte overblijfselen van de stad Akrotiri kan men zich een reëel beeld vormen van de hoogstaande Minoïsche beschaving die op het eiland heerste, voordat deze stad onder het puin verdween. Er is ook de archeologische vindplaats van het oude Thira, maar daar is een flinke klim voor nodig.
De mooiste stranden, van zwart, rood en bruin zand en kiezels, liggen in het zuiden en oosten van het eiland. Oia is bekend van de witte huisjes en blauwe-koepelkerkjes, die men vaak aantreft op ansichtkaarten en in Griekse reisgidsen en boeken. De archipel binnenvaren is een belevenis op zich. Per boot kan men een bezoek brengen aan de kleinere eilanden Thirasia en Nea Kameni en zwemmen in de warme zwavelhoudende bronnen in zee.
Lord Byron zei: Het is de enige plaats die me ooit voldoening gaf, Norman Douglas: Santorini heeft zeker een uitzicht dat niemand kan teleurstellen.

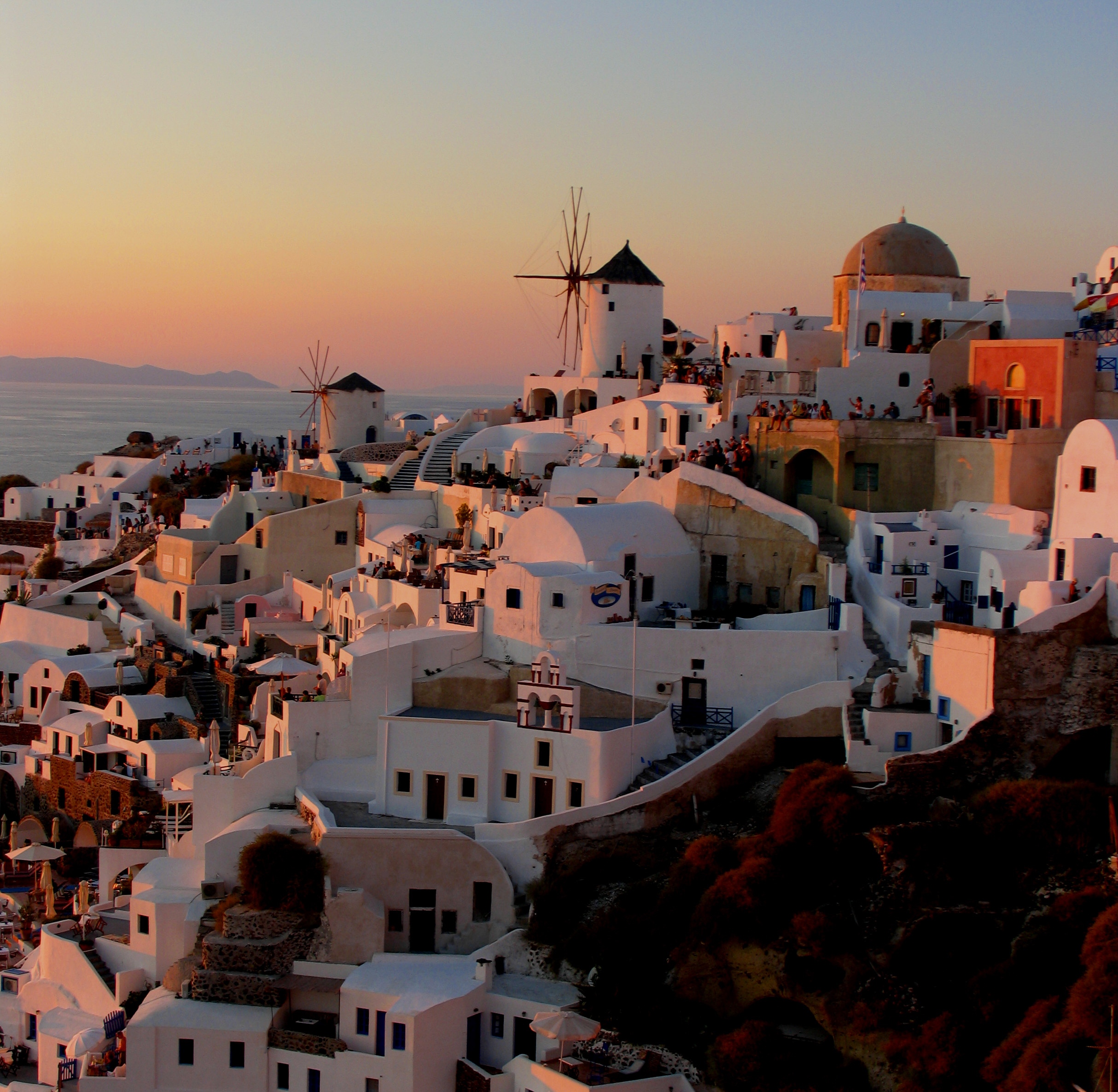
Zonsondergang bij Oia 2008
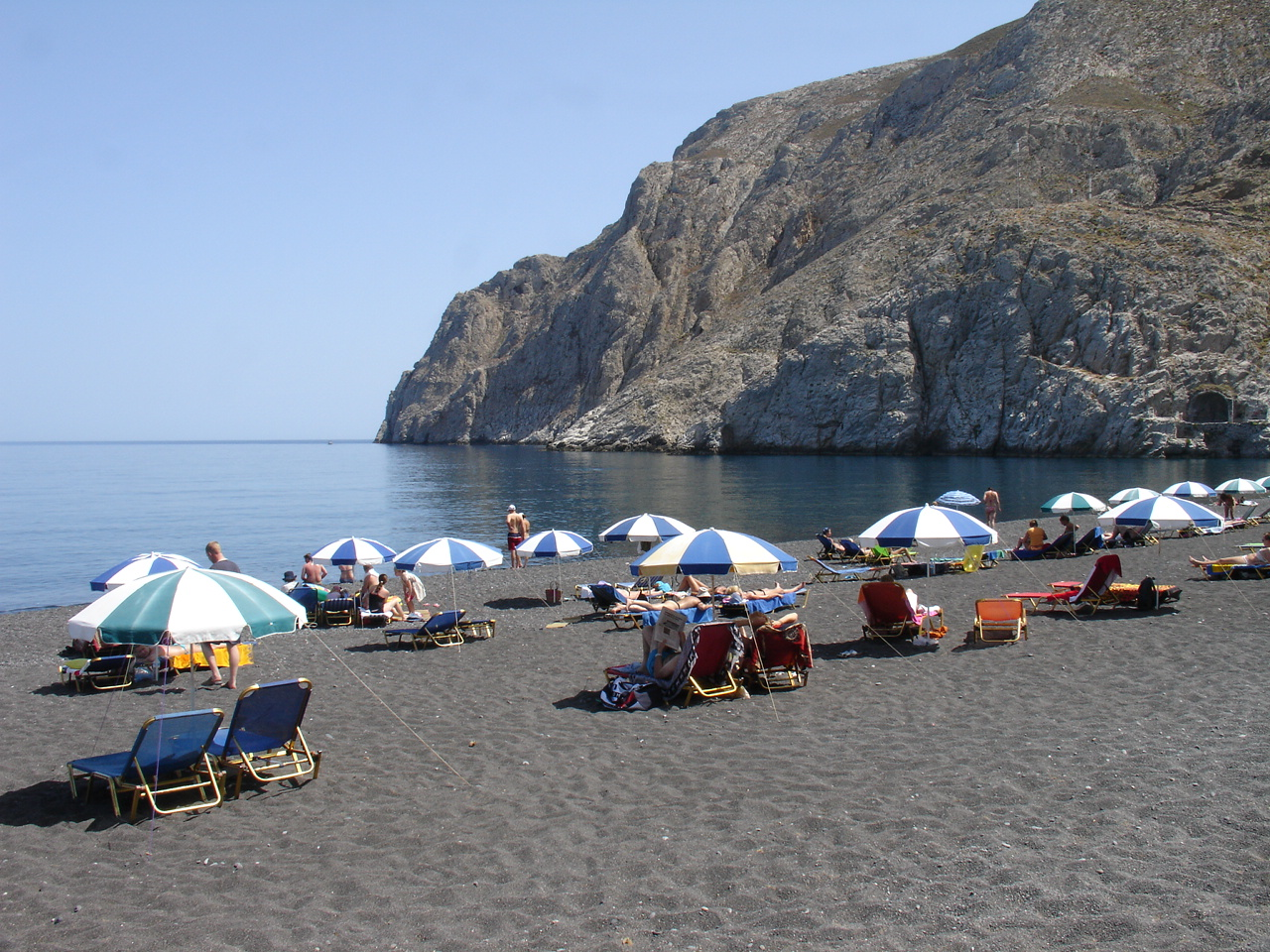
Zwart strand bij Kamari 2006
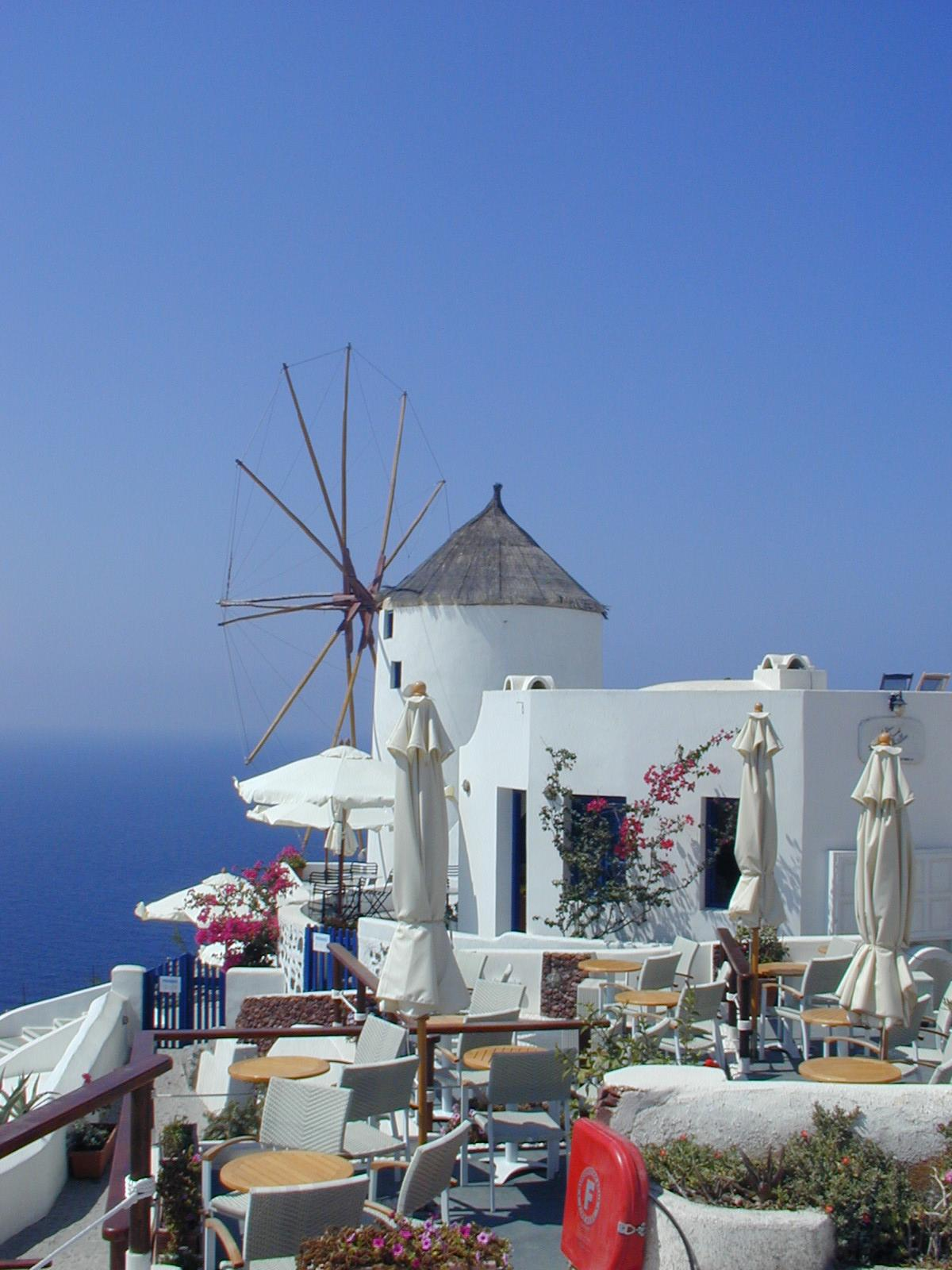
Een van de vele molens op Santorini 2007

## Thira
De hoofdstad Thira van Santorini is sedert 2011 een fusiegemeente, een dimos en regionale eenheid, periferiaki enotita, met 18.560 inwoners, in de Griekse bestuurlijke regio, periferia, Zuid-Egeïsche Eilanden.
De twee deelgemeenten, dimotiki enotita, van de fusiegemeente zijn:
- Oia, Οία
- Thira, Θήρα

## Trivia
Santorini is in het spel Counter-Strike: Global Offensive als 'map' nagemaakt. Het was tijdelijk in de uitgebreide competitieve spelmodus beschikbaar.

## Websites
- (en)  Santorini.net
- (en)  NOAA. Thera 2006 Expedition Summary. verslag van onderwateronderzoek naar de Minoïsche uitbarsting en van de uitbarsting van 1650
- (en)  WL Friedrich, B Kromer, M Friedrich, J Heinemeier, Pfeiffer en S Talamo voor Science. Santorini Eruption Radiocarbon Dated to 1627-1600 B.C., 28 april 2006. gearchiveerd
- (en)  Latest quakes in or near South Aegean, Greece, in the past 24 hours
- (en)  Santorini - Global Volcanism Program

Avatsja · Colima · Etna · Galeras · Mauna Loa · Merapi · Nyiragongo · Mount Rainier · Sakurajima · Santa Maria · Santorini · Taal · El Teide · Ulawun · Unzen · Vesuvius